# Fritz Hachmeister
Carl Fritz Hachmeister (* 27. August 1868; † 25. Dezember 1952 in Leipzig) war ein deutscher Verleger. Er war Mitbegründer und Inhaber des Verlages Hachmeister & Thal in Leipzig und Gründer des Helios-Sortiments, mit dem weltweit für deutsche Elektroerzeugnisse geworben wurde.

## Leben und Wirken
Hachmeister war zunächst erster Gehilfe einer Sortimentsbuchhandlung in Leipzig. Mit der 1894 erfolgten Gründung der elektrotechnischen Exportzeitschrift "Helios" machte er sich selbständig. Die Anregung zu seiner Gründung gab eine elektrotechnische Ausstellung, die 1894 in der Messestadt Leipzig stattfand. Sie rief in ihm die Überzeugung wach, dass die hochwertigen Erzeugnisse der damals noch nicht sehr umfangreichen deutschen elektrotechnischen Industrie auch auf dem Weltmarkt Interesse finden und gegen die ausländische Konkurrenz bestehen müssten. Kurz entschlossen setzte er Plan in die Tat um. Seine Fachzeitschrift, für die es damals kein vergleichbares Vorbild gab, setzte sich schnell auf dem internationalen Zeitschriftenmarkt durch.
Aus den gleichen Bestrebungen entwickelte sich sein Verlag technischer Fach- und Hilfsbücher. Seine erste Veröffentlichung war das "Hilfsbuch für Elektropraktikers" von Wietz-Erfurth, das in über 30 Auflagen erschien.
Seine Naturverbundenheit und die Liebe zur Blumenwelt seines Gartens führten 1902 zur Gründung der Zeitschrift "Lehrmeister im Garten und Kleintierhof", in deren Redaktion er bis 1934 mitwirkte.
1910 rief er die "Lehrmeisterbücherei" ins Leben, in der 1200 Hefte erschienen.
Er war außerdem Mitglied und Vorsitzender des Festausschusses und des Verwaltungsausschusses des Deutschen Buchhändlerhauses und des Börsenvereins.